# Koko Taylor
Koko Taylor, nome d'arte di Cora Walton (Memphis, 28 settembre 1928 – Chicago, 3 giugno 2009), è stata una cantante statunitense di genere blues. Ritenuta come la Regina del Blues, per la sua voce ruggente.

## Biografia
Nasce con il nome di Cora Walton nella contea di Shelby, Tennessee, il 28 settembre 1928. Figlia di un mezzadro. Nel 1952 in compagnia del marito, (il camionista Robert "Pops" Taylor) lascia Memphis per Chicago. Alla fine del 1950 inizia a cantare nei blues clubs di Chicago. Willie Dixon la scopre nel 1962, resosi conto dell'enorme talento della Taylor, le procura contatti, ingaggi e il suo primo contratto discografico con Chess Records. La Taylor firma con la storica etichetta blues nel 1965. Per chi non lo sapesse, la Chess Records produceva gente come Muddy Waters, Howling Wolf, lo stesso Willie Dixon, Little Walter ed Etta James (solo per citarne alcuni). Ed è per La Chess che Koko registrò il suo maggiore successo: "Wang Dang Doodle". La canzone era stata scritta da Dixon e registrata da Howlin'Wolf cinque anni prima. La versione della Taylor riscosse un enorme successo, raggiunse il numero quattro sulle classifiche R & B nel 1966, e vendette la bellezza di un milione di copie. Successivamente la Taylor registrò diverse versioni di "Wang Doodle Dang" nel corso degli anni, compresa una versione dal vivo al Festival Blues Folk americano del 1967 accompagnata dall'armonica di Little Walter e dal chitarrista Hound Dog Taylor.
Nel 1968 registrò uno dei duetti più penetranti della storia della musica, "Insane Asylum" con Willie Dixon, autore della canzone. Successivamente registrò molto altro materiale, comprendente sia brani originali che cover, ma purtroppo, nessun altro brano ebbe mai il successo di "Wang Dang Doodle".
Tuttavia, i tour nazionali a cavallo tra fine '60 e primi settanta, contribuirono ad accrescere la sua fama e la sua schiera di fan.
Nel 1975 firmò con la Alligator Records per la quale incise nove album, per 8 dei quali le venne data la nomination al Grammy.
Questa meritata notorietà la consacrerà come vera e propria leggenda del blues, nonostante fosse donna.
Vinse in tutto venticinque WC Handy Awards, più di qualsiasi altro artista avesse mai vinto.
Nel 1981-1982 partecipa alla tournée internazionale "Blues with the Girls" con Zora Young e Big Time Sarah. Nel 1989 quasi muore in seguito un grave incidente d'auto, ma si riprende.
Nel 1990 fa parte del cast di due film: "Blues Brothers 2000" e "Wild at Heart". Nel sequel dei "Blues Brothers" canta in una band inventata appositamente per il film, "The Louisiana Gator Boys", fra i componenti ci troviamo: B.B.King, Gary U.S.Bonds, Bo Diddley, Eric Clapton (e molti altri).
Nel 1994 apre a Chicago un club blues chiamato: "Division Street", ora il club non esiste più.
Koko Taylor ha influenzato musicisti come Bonnie Raitt, Shemekia Copeland, Janis Joplin, Shannon Curfman, Susan Tedeschi e molti altri.
Negli anni precedenti alla sua morte, aveva una media di oltre 70 concerti all'anno. La potenza della sua voce era direttamente proporzionale alla sua grandissima attitudine e al suo immenso amore per la musica.
La sua ultima apparizione live è stata al Blues Music Awards, il 7 maggio 2009.
Koko Taylor muore il 3 giugno 2009 a causa di un'emorragia gastrointestinale dovuta alle complicazioni causate da un intervento chirurgico avvenuto il 19 maggio dello stesso anno.

## Discografia
- 1969 - Koko Taylor (Chess Records)
- 1972 - Basic Soul (Chess Records)
- 1973 - Southside Lady (Black and Blue Records)
- 1975 - I Got What It Takes (Alligator Records)
- 1978 - The Earthshaker (Alligator Records)
- 1981 - From the Heart of a Woman (Alligator Records)
- 1985 - Queen of the Blues (Alligator Records)
- 1987 - Live from Chicago - An Audience with the Queen (Alligator Records) Live
- 1990 - Jump for Joy (Alligator Records)
- 1991 - What It Takes - The Chess Years (Chess Records) Raccolta
- 1993 - Force of Nature (Alligator Records)
- 1994 - The Blues Collection Vol.29 - Wang Dang Doodle (Orbis Records) Raccolta
- 2000 - Royal Blue (Alligator Records)
- 2002 - Deluxe Edition (Alligator Records)[1]
- 2007 - Old School (Alligator Records)[2][3]